# 53 Herculis
53 Herculis är en gulvit stjärna i huvudserien i Herkules stjärnbild.
Stjärnan har visuell magnitud +5,33 och är synlig för blotta ögat vid normal seeing. Den befinner sig på ett avstånd av ungefär 95 ljusår.